# Uber
Uber Technologies Inc. (tidligere UberCab) er en amerikansk-baseret transportvirksomhed med hovedsæde i San Francisco. Uber er mest kendt for sin internetbaserede tjeneste til bestilling og betaling af transportydelser, der af firmaet selv beskrives som værende beregnet til at være et værktøj til koordinering af samkørsel[kilde mangler]. Der er dog en udbredt omtale af Uber som bagmandsvirksomhed for pirattaxikørsel.[kilde mangler] I Danmark meddelte anklagemyndigheden 2. december 2016 at den ville rejse tiltale for medvirken til overtrædelse af taxilovgivningen mod Uber. Den 28. marts 2017 meddelte Uber, at tjenesten ville lukke ned i Danmark med virkning fra den 18. april 2017 klokken 12.00.
Firmaet markedsfører flere forskellige persontransportprodukter, herunder UberPOP, UberX, UberBLACK, UberSELECT, UberXL, UberSUV og UberLUX.
Uber blev grundlagt som "UberCab" af Travis Kalanick og Garrett Camp i 2009 og appen blev frigivet i juni samme år. I begyndelsen af 2012 udvidede Uber internationalt. I 2014 eksperimenterede de med samkørselstjenester og gennemførte andre opdateringer.
Uber plages af retssager i mange lande. De har blandt andet suspenderet UberPOP-produktet i Sverige, Italien og Tyskland.

## Økonomi
Uber Havde i 2016 en anslået markedsværdi på 450 milliarder kr., men havde på det tidspunkt aldrig tjent penge. I første halvår af 2016 tabte firmaet 1,27 milliarder amerikanske dollars og havde en nettoomsætning på 2,1 milliarder amerikanske dollars. I alt har firmaet tabt over 4 milliarder amerikanske dollars frem til 2016. Uber havde især tabt mange penge i Kina hvor priserne havde været så lave at turene gav underskud. Uber har brugt en underskudsstrategi i flere lande med det formål at fjerne sine konkurrenter fra markedet.

## Produktet
Virksomheden udvikler, markedsfører og driver "Uber mobile app", som er en mobil-app, hvor man via sin smartphone kan bestille køreture; turene foretages af private chauffører i chaufførernes egne biler. I maj 2015 var Ubers service tilgængelig i 58 lande og 300 byer på verdensplan. Efter Ubers lancering har flere andre virksomheder kopieret forretningsmodellen; denne trend kaldes for "Uberification".
Med tjenesten kan brugeren se, hvor chaufføren befinder sig og omvendt. Ved bestilling af en bil kan bestilleren på et kort i appen se, hvor bilen befinder sig og hvor lang tid, det kan forventes at tage, inden den er fremme. Betalingen sker igennem appen, hvor Uber tager mellem 5 og 20 % af betalingen, mens resten går til chaufføren.[kilde mangler]

### UberPOP
Den mest udbredte tjeneste i Ubers produktpalette er UberPOP, hvor bilister med fortrinsvis deres privatbil tilbyder transport til andre. Det sker ved hjælp af en app, som også bruges til at klare betalingen.

### UberBLACK
UberBLACK er en limousineservice, hvor man ved hjælp af app'en kommer i kontakt med professionelle limousineselskaber, der tilbyder deres overskudskapacitet.

### UberX
Et andet produkt fra Uber er UberX, der ligner UberBLACK, bortset fra at det er enkeltpersoner, der tilbyder en form for limousinekørsel.

## Retsforhold og kritik

### Danmark
I Danmark kritiseres Uber især for UberPOP-tjenesten, som af den etablerede taxabranche beskyldes for at være en form for pirattaxi.
Det danske politi har sigtet mindst 24 personer for pirattaxikørsel for Uber. 8. juli 2016 blev seks Uber-chauffører i Københavns Byret dømt for pirattaxikørsel. 18. november samme år blev dommen stadfæstet for den ene af de seks chauffører i Landsretten.
Trafikstyrelsen politianmeldte Uber to timer efter dets start i Danmark.
Brancheforeningen Taxiførere i Danmark (TiD), 3F Transport og Dansk Folkeparti kritiserede i marts 2016 at Udenrigsministeriet, Invest in Denmark og Copenhagen Capacity for at skatteyderpenge har bistået Uber med at etablere sig i Danmark. Enhedslisten ville i den forbindelse muligvis kalde udenrigsministeren i samråd.. Uber vedtog den 10. juli 2020 en bøde på 25 millioner kroner, for deres medvirkenansvar i sagen. 

### Australien
Lovligheden af Ubers service er blevet udfordret af regeringer og taxiselskaber, der anklager selskabet for manglende sikkerhed og ulovlig taxakørsel.

### Belgien
I Belgien stoppede Uber sine operationer efter at en domstol i Bruxelles havde dømt det ulovligt.

### Frankrig
UberPOP tilbydes ikke i Frankrig efter at det franske retssystem har uddelt massive bøder til Uber.

### Holland
En domstol idømte chauffører bøder på €10.000 efter UberPOP tidligere var blevet dømt ulovlig.

### Sverige
I Sverige tilbydes UberPOP ikke længere, efter at 30 chauffører har tabt deres sager i det svenske retssystem.

### Tyskland og Italien
Også i Tyskland og Italien har Uber måttet trække UberPOP af markedet i flere byer, efter det tyske retssystem har udskrevet store bøder.